# Etheostoma lachneri
Etheostoma lachneri är en fiskart som beskrevs av Royal D. Suttkus och Bailey, 1994. Etheostoma lachneri ingår i släktet Etheostoma och familjen abborrfiskar. Inga underarter finns listade i Catalogue of Life.